# Cuerpo de Máquinas de la Armada
El Cuerpo de Máquinas fue uno de los Cuerpos Patentados de la Armada española hasta su extinción en el año 1982, fecha en que pasó a desempeñar sus funciones el Cuerpo General de la Armada, por la ley 7/1982 de creación de la Sección Transitoria del Cuerpo General.

## Historia
Los primeros barcos de vapor fueron adquiridos por la Armada en 1835. Anteriormente no existían ese tipo de buques en la Armada por lo que tampoco existía la figura del maquinista naval. Los primeros maquinistas fueron extranjeros contratados (mayoritariamente británicos y franceses). El hecho de que fuesen extranjeros motivó la necesidad de crear una escuela para formar a futuros maquinistas españoles. La Escuela de Maquinistas se establece en Ferrol, por Real Decreto de 22 de mayo de 1850, para que forme al personal del Cuerpo de Maquinistas y del Cuerpo de Ingenieros Maquinistas de la Armada.
El Cuerpo de Ingenieros Maquinistas desaparece por Real Orden de 3 de noviembre de 1855, pues las funciones que estaría llamado a ejercer pueden desempeñarse  por los oficiales ingenieros de la Armada.
El primer Reglamento es de 15 de diciembre de 1859, que daba la denominación de Cuerpo de Maquinistas conductores de Máquinas de la Armada.  Las obligaciones del primer maquinista de un buque (más tarde se denominará jefe de máquinas) se detallan en los artículos 32 y siguientes: "Tendrá a su cargo las máquinas, calderas, herramientas y todos los efectos de respeto, cargo y consumo de la máquina. Cuidará por sí y hará cuidar a sus subordinados de su buena colocación y conservación..., siendo el único directamente responsable al comandante de cualquier falta en la observancia de este precepto”. "Mantendrá las máquinas y calderas en perfecto estado de servicio, avisando, con la anticipación posible, al comandante de cualquier defecto que en ellas notare, para su pronta reparación; cuidando con esmero de efectuar, sin pérdida de tiempo, los pequeños ajustes y composiciones que en ellas se ofrecieren, para evitar daños que en lo sucesivo pudieran ser de más consideración: mantendrá, asimismo, las calderas perfectamente secas interior y exteriormente, avisando al comandante de cualquier defecto que notare en la cubierta que pudiera ocasionar derrames de agua sobre ellas: cuidará de picar con la posible frecuencia, las incrustaciones o escamas que se formen interiormente..."
El artículo 42 establece que: "Los maquinistas de un buque armado mantendrán en puerto una guardia constante que permanezca a bordo, exceptuándose de este servicio el primer maquinista que se considerará constantemente de guardia a las órdenes del comandante". Los empleos son: primer maquinista, segundo, tercero, cuarto, primer ayudante y segundo ayudante. Al tener que encuadrar la presencia de los maquinistas a bordo, no se les concede equiparación ni asimilación con los empleos militares del momento, sólo las consideraciones de contramaestres o las lejanas graduaciones de alférez de fragata o alférez de navío a los primeros maquinistas tras quince años de servicio o diez años de embarques en buques de guerra. Es decir, continuarían siendo subalternos, no oficiales vivos y efectivos.
En un segundo Reglamento, el de 14 de octubre de 1863 los empleos quedaban definidos así: maquinista mayor, primer maquinista de primera y segunda clase, segundo maquinista, tercero y ayudante de Máquinas.
| Palas                       |
| Palas de Comte. de Máquinas |

| Pala                                          |
| Pala de Guardiamarina de 2º (Época de Franco) |

| bocamanga             |
| Bocamanga de Teniente |

| Galleta                                      |
| Pala de Gral. Subinspector (Época de Franco) |

| fajín                         |
| Fajín de General Subinspector |

| Galleta                            |
| Galleta de gorra (Época de Franco) |

En 1929, al Cuerpo de Maquinistas le es reconocido el carácter de Cuerpo militar; además en el Tomo I el Estado General de la Armada de 1930 aparece ya esta Corporación inmediatamente después del Cuerpo de Infantería de Marina, lo que supone un avance en la consideración de este Cuerpo que históricamente ha padecido cierto menosprecio.
Los empleos y las correspondencias con el cuerpo General quedarían así:
- Maquinista Inspector………….. Capitán de Navío.
- Maquinista Jefe de 1ª………….. Capitán de Fragata.
- Maquinista Jefe…………………. Capitán de Corbeta.
- Maquinista Oficial de 1ª…….…Teniente de Navío.
- Maquinista Oficial de 2ª….…... Alférez de Navío.
- Maquinista Mayor……………... Contramaestre Mayor.
- Primer Maquinista…………….. Primer Contramaestre.
- Segundo Maquinista …………..Segundo Contramaestre.
- Tercer Maquinista…………….. Segundo Contramaestre más moderno.

En el reglamento del año 1930, por primera vez aparece la categoría equiparada al grado de Contralmirante:
- Maquinista Gral. Inspector......................Contralmirante.
- Maquinista Inspector............................. Capitán de Navío
- Maquinista Subinspector........................... Capitán de Fragata
- Maquinista Jefe...................................... Capitán de Corbeta
- Maquinista Oficial de 1ª......................... Teniente de Navío
- Maquinista Oficial de 2a......................... Alférez de Navío

De acuerdo con este Decreto de 10 de julio de 1931, el Cuerpo de
Maquinistas queda formado por las categorías siguientes:
- General Maquinista
- Coronel Maquinista
- Teniente Coronel Maquinista
- Comandante Maquinista
- Capitán Maquinista
- Teniente Maquinista

Ya proclamada la II República las funciones de utilización de la fuerza naval y las de colaboración de los servicios serán desempeñados por los Cuerpos Patentados siguientes:
Cuerpo General; Maquinistas; Sanidad; Intendencia y Jurídico; el resto de los cuerpos quedaron declarados a extinguir.
En 1944 el nombre del Cuerpo de Maquinistas fue cambiado por el de Cuerpo de Máquinas, probablemente por los recelos que existían en ciertos miembros de la Armada (especialmente entre los miembros del Cuerpo General) muy sensibilizados al recordar la actuación de algunos significados maquinistas en la -en aquel momento recién terminada- Guerra Civil. Por esta y otras razones, este Cuerpo no gozó nunca de especial predicamento. 
A partir de esta fecha el Cuerpo de Máquinas apenas sufrió variaciones en su estructura hasta su extinción.
Esta Ley de 1944 establece que el Cuerpo de Máquinas de la Armada es un Cuerpo Militar y su personal disfrutará de los mismos derechos y prerrogativas que las Leyes y Reglamentos en vigor conceden a los demás Cuerpos Patentados
de la Armada.
El proyecto de Reglamento Orgánico del Cuerpo de Máquinas, desarrollaba
las misiones que la Ley de 26 de mayo de 1944 asignaba a los componentes del
Cuerpo de Máquinas, integrándolos en los siguientes Organismos y Servicios.
- Inspección General de Máquinas.
- Subinspección General de Máquinas.
- Servicios de Máquinas.
- Inspecciones de Construcciones, Suministros y Obras.
- Escuelas de Máquinas. Formación del Personal.

### Funciones del Cuerpo de Máquinas asumidas por el Cuerpo General de la Armada
La ley 7/1982 de creación de la Sección Transitoria del Cuerpo General, por la que las funciones del Cuerpo de Máquinas fueron asumidas por el Cuerpo General de la Armada, derogaba, en cuanto se opusiese a su cumplimiento, la Ley de 26 de mayo de 1944, que creó el Cuerpo de Máquinas.
La Ley 7/1982, de 31 de marzo, por la que las funciones del Cuerpo de Máquinas de la Armada son asumidas por el Cuerpo General, en su preámbulo, entre otras consideraciones, plantea parte de los problemas del Cuerpo de Máquinas:
"Hace tiempo que la Armada siente la inquietud de resolver los problemas derivados de tener encuadrados en dos Cuerpos a Jefes y Oficiales que, aunque reciben formación específica distinta, tienen los mismos sistemas de ingreso, selección y ascenso y la misma formación militar, reciben en parte la misma formación científica y práctica y conviven a bordo y en tierra desempeñando a veces destinos comunes, sin poder tener, no obstante, las mismas oportunidades y progresión de carrera en el ejercicio de su profesión. Esto se debe a que el ejercicio de la función técnica sólo ocupa, generalmente, la primera etapa de los Oficiales del Cuerpo General y del Cuerpo de Máquinas, y si bien los primeros continúan su carrera ejerciendo otras funciones de mando y responsabilidades adecuadas en sus empleos, los del Cuerpo de Máquinas, por corresponderles funciones eminentemente técnicas, tienen limitados sus destinos específicos en los empleos superiores, con el consiguiente desequilibrio en la estructura de su escalafón y desaprovechamiento de la formación, conocimiento y experiencia que adquirieron a lo largo de su vida militar.
En el futuro la evolución de la técnica puede obligar a definir nuevas calificaciones de los Oficiales del Cuerpo General y a diversificar las características de su preparación, pero bajo el principio que persigue esta Ley: un solo Cuerpo, con la misma formación básica para todos sus componentes, que abarque las técnicas necesarias en todo momento."

## Empleos
Denominación de los Empleos del Cuerpo de Máquinas y su correspondencia con el Cuerpo General de la Armada. Todos los empleos irán seguidos de la expresión “de máquinas”
| Alférez-Alumno……………....     | Alférez de Fragata |
| Teniente de máquinas…..…..  | Alférez de Navío   |
| Capitán de máquinas………...   | Teniente de Navío  |
| Comandante de máquinas…..   | Capitán de Corbeta |
| Tte. Coronel de máquinas….. | Capitán de Fragata |
| Coronel de máquinas………...   | Capitán de Navío   |
| General Subinspector………...  | Contralmirante     |
| General Inspector……………...   | Vicealmirante      |

| Jefes                |
| Gorra para oficiales |

| Generales        |
| Gorra para Jefes |

|                      |
| Gorra para Generales |

## Divisas y distintivos
El distintivo del Cuerpo será una hélice de tres palas bordada en oro. En la cartilla de uniformes de 1979 se describe así: "… tres palas puntiagudas bordadas transversalmente en oro, concéntricas a un anillo (núcleo) de siete milímetros de diámetro con ribete de cordoncillo de oro. Sus puntas estarán ligeramente inclinadas equidistantes de este". Al igual que en el resto de Cuerpos Patentados de la Armada, el distintivo iba sobre las divisas en las bocamangas del uniforme y estas, sobre el fondo verde distintivo del Cuerpo de Máquinas.
| Bandera de España |                    |         |                  |            |         |          |         |  |  |  |  |  |  |  |  |  |  |  |
| Gral. Inspector   | Gral. Subinspector | Coronel | Teniente Coronel | Comandante | Capitán | Teniente | Alférez |  |  |  |  |  |  |  |  |  |  |  |

| Alumnos Escuela Naval Militar (época de Juan Carlos I) |  |  |  |  |  |  |  |  |  |  |
|                                                        |  |  |  |  |  |  |  |  |  |  |
|                                                        |  |  |  |  |  |  |  |  |  |  |

## Enlace a otros cuerpos de la Armada
- Cuerpo General de la Armada
- Cuerpo de Ingenieros de la Armada
- Cuerpo de Infantería de Marina
- Cuerpo de Intendencia de la Armada
- Cuerpo de Sanidad de la Armada
- Cuerpo Eclesiástico de la Armada
- Cuerpo Jurídico de la Armada
- Cuerpo de Intervención de la Armada